# Abdullah Mayouf
Abdullah Mayouf (àrab: عبد الله معيوف)  (Kuwait, 3 de desembre de 1953) és un exfutbolista kuwaitià de la dècada de 1970.
Fou internacional amb la selecció de futbol de Kuwait amb la qual participà a la Copa del Món de futbol de 1982.
Pel que fa a clubs, destacà a Kazma Sporting Club.